# Eribella
Eribella – rodzaj muchówek z rodziny rączycowatych (Tachinidae).

## Wybrane gatunki
- E. exilis (Coquillett, 1897)[1]
- E. polita Coquillett, 1902[1]